# Witalij Kicak
Witalij Michajłowycz Kicak, ukr. Віталій Михайлович Кіцак (ur. 16 października 1975 w Czortkowie, w obwodzie tarnopolskim) – kazachski piłkarz pochodzenia ukraińskiego, grający na pozycji pomocnika lub napastnika. Zmienił obywatelstwo na kazachskie.

## Kariera piłkarska

### Kariera klubowa
Wychowanek Szkoły Piłkarskiej w Tarnopolu. 27 marca 1993 rozpoczął karierę piłkarską w drugoligowym klubie Krystał Czortków. W sierpniu 1993 rozegrał jeden mecz w składzie pierwszoligowego Wołyni Łuck, a we wrześniu 1993 już bronił barw trzecioligowego zespołu Dnister Zaleszczyki, a w końcu października 1993 powrócił do Krystału Czortków. W kwietniu 1994 zasilił skład CSKA Kijów, w którym występował do końca 1995. Potem ponownie grał w Krystału, z przerwą w rundzie wiosennej sezonu 1996/97 kiedy-to grał w Nywie Winnica. Na początku 1998 wyjechał do Kazachstanu, gdzie bronił barw klubów Jertys Pawłodar, Kajsar Kyzyłorda, FK Atyrau, FK Aktöbe, Żetysu Tałdykorgan i Megasport Ałmaty. W międzyczasie otrzymał obywatelstwo kazachskie. W 2008 zakończył karierę piłkarską, po czym powrócił do Ukrainy, gdzie występował w amatorskich zespołach, m.in. Hałycz Zbaraż, Dnister Zaleszczyki. Potem wyjechał na stałe miejsce zamieszkania do Aktöbe.

## Sukcesy i odznaczenia

### Sukcesy klubowe
- mistrz Kazachstanu: 2005
- wicemistrz Kazachstanu: 2001, 2002, 2006
- brązowy medalista Mistrzostw Kazachstanu: 1998
- zdobywca Pucharu Kazachstanu: 1998, 1999